# Agata Ślazyk
Agata Ślazyk – polska wokalistka, autorka piosenek, artystka kabaretu Piwnica pod Baranami.

## Życiorys
Ukończyła I Społeczne Liceum im. Zbigniewa Herberta STO w Częstochowie. Uzyskała tytuł magistra historii na Akademii Jana Długosza w Częstochowie. W 2003 roku otrzymała tytuł artysty estrady. Jest członkiem ZAiKS i ZASP.
Z Kabaretem Piwnica pod Baranami odwiedziła Stany Zjednoczone, Kanadę, Norwegię, Austrię i Niemcy. Z własnym recitalem śpiewała w wielu ośrodkach polonijnych występując m.in. w: Ognisku Polskim w Londynie i wielokrotnie w Polskim Ośrodku Społeczno-Kulturalnym w Londynie, Jazz Clubie POSK w Londynie, Rotary Centre For The Art w Kelowna – Kanada, Polskim Centrum Kultury im. Jana Pawła II w Mississauga – Kanada, oraz na zaproszenie Towarzystwa Kultury Polskiej w Edmonton również w Kanadzie (The Yardbird Suite, The Polish Hall) i organizacji POLONIA Forum Kultury Polskiej w Karlsruhe w Niemczech. Ważnym dla Agaty był koncert w Polskim Ośrodku Społeczno-Kulturalnym w Londynie w lutym 2010 roku. Koncert ten odbył się z okazji 30-lecia powstania Solidarności, a gościem honorowym był Ryszard Kaczorowski, ostatni prezydent Rzeczypospolitej Polskiej na uchodźstwie. Zagraniczne koncerty spowodowały rozszerzenie repertuaru Artystki o utwory anglojęzyczne. Zadbała o tłumaczenia własnych i napisanych dla siebie tekstów na język angielski i z towarzyszeniem kilku muzyków zagrała koncert dla angielskojęzycznej publiczności w Sage Gateshead, jednej z najnowocześniejszych sal koncertowych Wielkiej Brytanii.
W listopadzie 2007 r. ukazała się jej pierwsza płyta, a w grudniu 2013 autorski album zatytułowany „Nie daj się zjeść”. Nagrania z tego albumu przez wiele miesięcy utrzymywały się na pierwszym miejscu „Alternatywnej listy przebojów” Radia Kraków. Piosenka pochodząca z tej płyty, zatytułowana „Znów za długo spałam”, zajęła 5. miejsce w plebiscycie „90 piosenek na 90 lat Radia Kraków”. W październiku 2022 roku pojawiła się nowa płyta Agaty „Pieśni Piwnicy pod Baranami - Moja historia”.

## Nagrody
- Studencki Festiwal Piosenki – Kraków (dwukrotnie w latach 1997 i 2000 otrzymała III nagrodę),
- Spotkania Zamkowe „Śpiewajmy Poezję” – Olsztyn 1997 (III nagroda),
- Festiwal Artystyczny Młodzieży Akademickiej FAMA 1997 w Świnoujściu (wyróżnienie),
- Przegląd Piosenki Francuskiej im. G. Brassensa Warszawa 1997 – (I nagroda),
- Ogólnopolskie Spotkaniach Młodych Autorów i Kompozytorów SMAK 1999 w Myśliborzu – (stypendium ZAIKS-u),
- Ogólnopolski Festiwal Promocji Artystycznych „Artes” w Łodzi w 2000 r. – (Nagroda Główna Pegaza w dziedzinie piosenki).
- Festiwal Sztuki Estradowej w Warszawie w 2002 r. organizowany przez Zarząd Główny ZASP – (I nagroda w dziedzinie piosenki).